# Takhisis, la reina de la Oscuridad
Takhisis, llamada también Reina de la Oscuridad, es la principal diosa maligna del mundo fantástico de Dragonlance.

## Descripción
Es hermana de Paladine, dios del Bien, y Gilean, dios de la Neutralidad, hija menor de Caos, padre de los dioses, y, en cierto modo, su favorita. Ella tuvo la idea de crear un mundo y poblarlo de espíritus, idea que fue apoyada por sus hermanos, en una de las pocas veces que estuvieron de acuerdo en algo. Su consorte es Sargonnas, y su hijo, Nuitari.
Takhisis es una diosa impaciente y ambiciosa, y no repara en medios para lograr sus objetivos. Su máxima aspiración es dominar el mundo por encima de sus hermanos, y que todo ser viviente se arrodille ante su magnanimidad. Domina a los dragones malignos, y su raza predilecta son los ogros.
Tiene diversas formas. Puede ser el horrendo Dragón de Todos los Colores y Ninguno, la bella y sensual Tentadora, o el Guerrero Oscuro, un alto y poderoso caballero del Mal pertrechado con una armadura negra y un yelmo. Estas tres representaciones representan las cualidades de la diosa de ser temible y peligrosa, a la vez que delicada, atractiva.
Takhisis intenta repetidamente entrar en Krynn y conquistarlo, pero todos sus intentos son frustrados, debido a que el Mal se vuelve contra sí mismo. Si eso cambiase, como ocurre en la serie El Ocaso de los Dragones, podría llegar a cumplir su deseo.
- Datos: Q3052922